# Aspidiophorus microlepidotus
Aspidiophorus microlepidotus är en djurart som tillhör fylumet bukhårsdjur, och som beskrevs av Jean-Loup d'Hondt 1978. Aspidiophorus microlepidotus ingår i släktet Aspidiophorus och familjen Chaetonotidae. Inga underarter finns listade i Catalogue of Life.